# Agoraea klagesi
Agoraea klagesi là một loài bướm đêm thuộc phân họ Arctiinae, họ Erebidae.